# Київські олімпіади з інформатики
Київські олімпіади з інформатики (офіційна назва III етап Всеукраїнської учнівської олімпіади з інформатики)— це щорічне індивідуальне змагання учнів з інформатики (точніше, з прикладної математики) серед школярів 8—11-х класів.
Змагання проводять у 2 тури, у кожному з яких учасникам пропонують розв'язати і запрограмувати розв'язки алгоритмічних задач. Основна частина учасників олімпіади — переможці районного етапу, однак до участі допускають всіх охочих (кожному такому учню необхідно подати спеціальну заяву за 20 днів до дня проведення першого туру). В олімпіаді беруть участь учні київських шкіл та Українського фізико-математичного ліцею (УФМЛ), який підпорядковано Київському національному університету імені Тараса Шевченка.

## Структура змагання
Зазвичай на кожному з двох турів учасникам пропонують розв'язати та запрограмувати три задачі протягом п'яти годин. Кожен учасник розв'язує задачі самостійно, користуючись лише одним комп'ютером. Суворо заборонено спілкуватися з іншими учасниками, використовувати літературу, інтернет, носії пам'яті. Для розв'язання задачі необхідно написати програму мовою Pascal чи C++ (у майбутньому можливе збільшення набору підтримуваних мов програмування), і залишити їх у спеціально створеній теці по закінченні туру. Після завершення змагань програму оцінюють шляхом автоматичного запуску її на наборі (секретних під час виконання завдання) тестів (зазвичай у кількості 10—20). Учасник отримує бали за кожен тест, з яким у відведений час (наприклад, 1—2 секунди) і використовуючи обмежений обсяг пам'яті (наприклад, не більше 64 МБ) впоралася написана ним програма.
Отримані за два дні змагань бали додають для кожного з учасників, підсумковий результат учасника цілком визначає успіх його виступу. Залежно від результату учасника нагороджують дипломом першого, другого чи третього ступеня або залишають ненагородженим. Учасники з усіх паралелей (8—11-ті класи) розв'язують однакові задачі, але присудження призових місць проводять для кожної паралелі окремо. Кількість призерів у кожній з паралелей, згідно з Положеннями про проведення олімпіад, не має перевищувати 30 % від загальної кількості учасників з цієї паралелі. 10—16 учасників, чиї виступи виявилися найбільш вдалими, потрапляють на тренувально-відбіркові збори для підготовки й остаточного відбору для участі у Всеукраїнській олімпіаді з інформатики.

## Місця проведення
Олімпіаду проводять у навчальному корпусі Київського університету імені Бориса Грінченка по вулиці Левка Лук'яненка, будинок 13 Б.

## Склад журі
Київські олімпіади проводяться під керівництвом голови журі Олександра Борисовича Рудика, який одноосібно упорядковував завдання у 2001-2005 роках. З 2006 року упорядниками завдань є учасники міжнародних учнівських олімпіад:
- Андрій Гриненко
- Юрій Знов'як
- Дмитро Кордубан
- Данило Мисак
- Сергій Могильний
- Михайло Рибак
- Олександр Рибак
- Ярослав Твердохліб
- Володимир Ткачук